# Rudolf von Buol-Berenberg

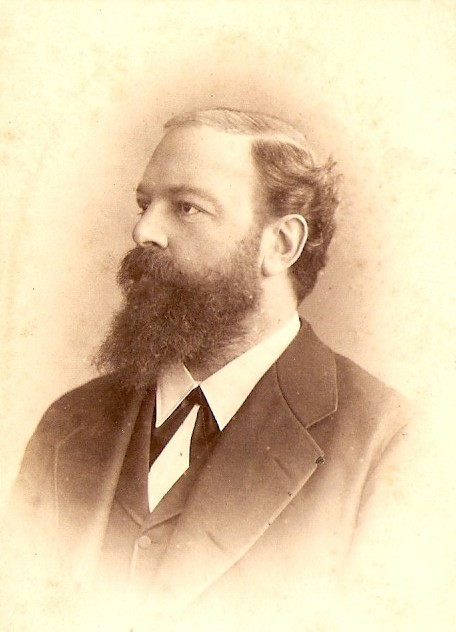
Rudolf von Buol-Berenberg.

Rudolf von Buol-Berenberg, född 24 maj 1842 och död 4 juli 1902, var en tysk friherre och politiker, och badensisk domare.
von Boul-Berenberg blev 1881 medlem av Badens andra kammare, och 1884 ledamot av riksdagen. Han var 1893–1895 Badiska riksdagens vicepresident, och 1895–98 dess president. Rudolf von Boul-Berenberg tillhörde samtidspolitikens mittfåra.